# Teres minor

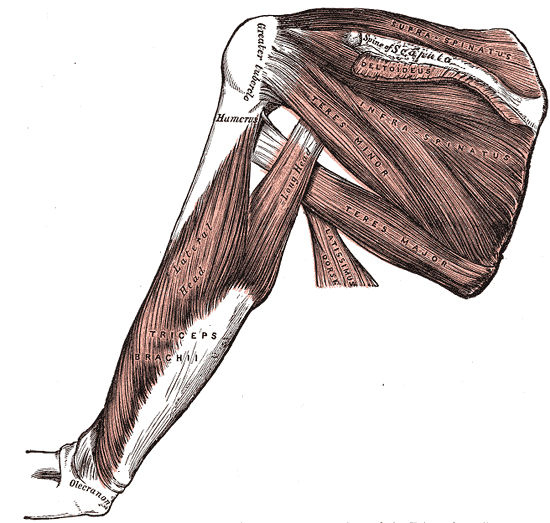
Övre extremitetens muskler sedda bakifrån (dorsalt). Teres minor syns till höger under infraspinatus.

Teres minor (latin: musculus teres minor) är en tunn skelettmuskel som ingår i övre extremitetens muskulatur och också ingår i rotatorkuffen.
M. teres minor har sitt ursprung i de övre två tredjedelarna av skulderbladets (scapulae) laterala kant (margo lateralis scapulae). Muskeln sträcker sig lateralt och uppåt till sitt fäste vid ett av överarmsbenets (humerus) laterala tuberkler (tuberculum majus).
Tillsammans med m. infraspinatus bidrar m. teres minor vid utåtrotation av överarmsbenet.